# Rutland Weekend Television
Rutland Weekend Television (RWT) var et tv-show, der blev sendt på BBC2 i 1975-76. Teksterne var skrevet  af Eric Idle og musikken af Neil Innes. Showet blev sendt over to sæsoner; den første med seks episoder i 1975 og anden sæson med syv afsnit i 1976. Der blev endvidere sendt en særlig juleudgave 2. juledag 1975.
Rutland Weekend television var Eric Idles første tv-projekt efter afslutningen af Monty Python's Flying Circus, der var ophørt året inden. Showet blev en katalysator for parodi-/tribute-bandet The Rutles. Rutland Weekend Television centrerede sig om temaet "Britain's smallest television network" og tog geografisk udgangspunkt i Englands dengang mindste county, det landlige Rutland i det nordøstlige England.
Showets titel har referencer til London Weekend Television, der på daværende tidspunkt var en af de største tv-stationer i England. Et gennemgående tema i Rutland Weekend Television var det meget beskedne budget, som BBC havde tildelt Idle og holdet bag tv-showet. Ifølge BBC har Eric Idle ønsket at lægge Rutland Television bag sig, grundet de vanskelige forhold showet blev produceret under.

## Medvirkende

### Faste medvirkende
- Eric Idle
- Neil Innes
- David Battley
- Henry Woolf
- Gwen Taylor
- Terence Bayler

### Gæsteoptrædener (udvalg)
- Lyn Ashley
- Fatso
- The Rutles
- George Harrison optrådte i juleshowet som 'Pirate Bob', hvor han løbende afbrød programmet inden han spillede en sang til sidst. Sangen blev indledt som "My Sweet Lord", men endte i "The Pirate Song" skrevet af Harrison og Eric Idle.

## The Rutles
I første afsnit af anden sæson af RWT optrådte Neil Innes i en fingeret dokumentar om en mand, der "led af kærlighedssang". I dokumentaren synger Innes sammen med fire-mands gruppen  The Rutles Innes' sang "I Must Be In Love", der er en pastiche over de tidlige sange fra Lennon-McCartney. Den korte dokumentar afsluttes med en scene, hvor Eric Idle som reporter forklarer om The Pre-Fab Four fra Rutland, mens han går på gaden og tv-vognen kører hurtigere og hurtigere. Rapporter-scenen blev siden genindspillet og brugt i indledningen af tv-filmen The Rutles: All You Need Is Cash, der blev et spin-off.
The Rutles blev i RWT spillet af Eric Idle (tilsvarende George Harrison), Neil Innes (tilsvarende John Lennon), David Battley (tilsvarende Paul McCartney) og John Halsey (tilsvarende Ringo Starr). Den oprindelige version af "I Must Be In Love" blev spillet af Neil Innes med bandet Fatso i en lidt anden version end den, der blev benyttet i filmen fra 1978 "All You Need Is Cash". I RWT kom The Rutles fra Rutland, hvorimod bandet i den senere tv-film kom fra Liverpool i lighed med The Beatles. 
Innes optrådte endvidere i RWT i en anden sketch som "Ron Lennon", hvor han sang en kort sang med titlen "The Children of Rock-N-Roll". Den korte sang blev siden udvidet til en rigtig Rutles-sang "Good Times Roll", der kom med i filmen All You Need Is Cash og filmens soundtrack.

## Diverse spinoffs
Udover tv-showet blev produceret The Rutland Weekend Songbook, en LP med diverse sange skrevet af Neil Innes.
Der blev også i 1976 udgivet bogen The Rutland Dirty Weekend Book af Eric Idle, 1976. Bogen indeholdt en udgave "Rutland Stone" samt diverse reklamer for The Rutles' seneste album ("Finchley Road"), og single ("Ticket To Rut") samt diverse Rutles merchandise. Bogen indeholder også Vatican Sex Manual, der viser billeder af Eric Idle i forskellige stillinger, hvor det er umuligt at have sex. 